# George Alan Martin Cross
George Alan Martin Cross (Cheshire, 27 de setembro de 1942) é um biólogo molecular e parasitologista estadunidense nascido o Reino Unido. É particularmente interessado em tripanossomas e outros parasitas unicelulares.
Cross estudou na Universidade de Cambridge, onde obteve em 1964 o bacharelado e em 1968 um doutorado em microbiologia. De 1969 a 1977 pesquisou parasitologia médica no Medical Research Council e de 1977 a 1982 nos laboratórios de pesquisa do Wellcome Trust. É desde 1982 Andre and Bella Meyer Professor de parasitologia molecular na Universidade Rockefeller, onde foi decano de 1995 a 1999. Foi de 1983 a 1987 consultor da Organização Mundial da Saúde.
Recebeu em 1984 o Prêmio Paul Ehrlich e Ludwig Darmstaedter. Foi eleito membro da Royal Society em 1984.